# Birkbach (Morsbach)
Der Birkbach ist ein knapp ein Kilometer langer, südwestlicher und rechter Zufluss des Morsbachs im Landkreis Aschaffenburg im bayerischen Spessart.

## Geographie

### Verlauf
Der Birkbach entspringt auf einer Höhe von 295 m ü. NHN zwischen Gailbach und Grünmorsbach in einem Wald am Kaiselsberg (366 m). 

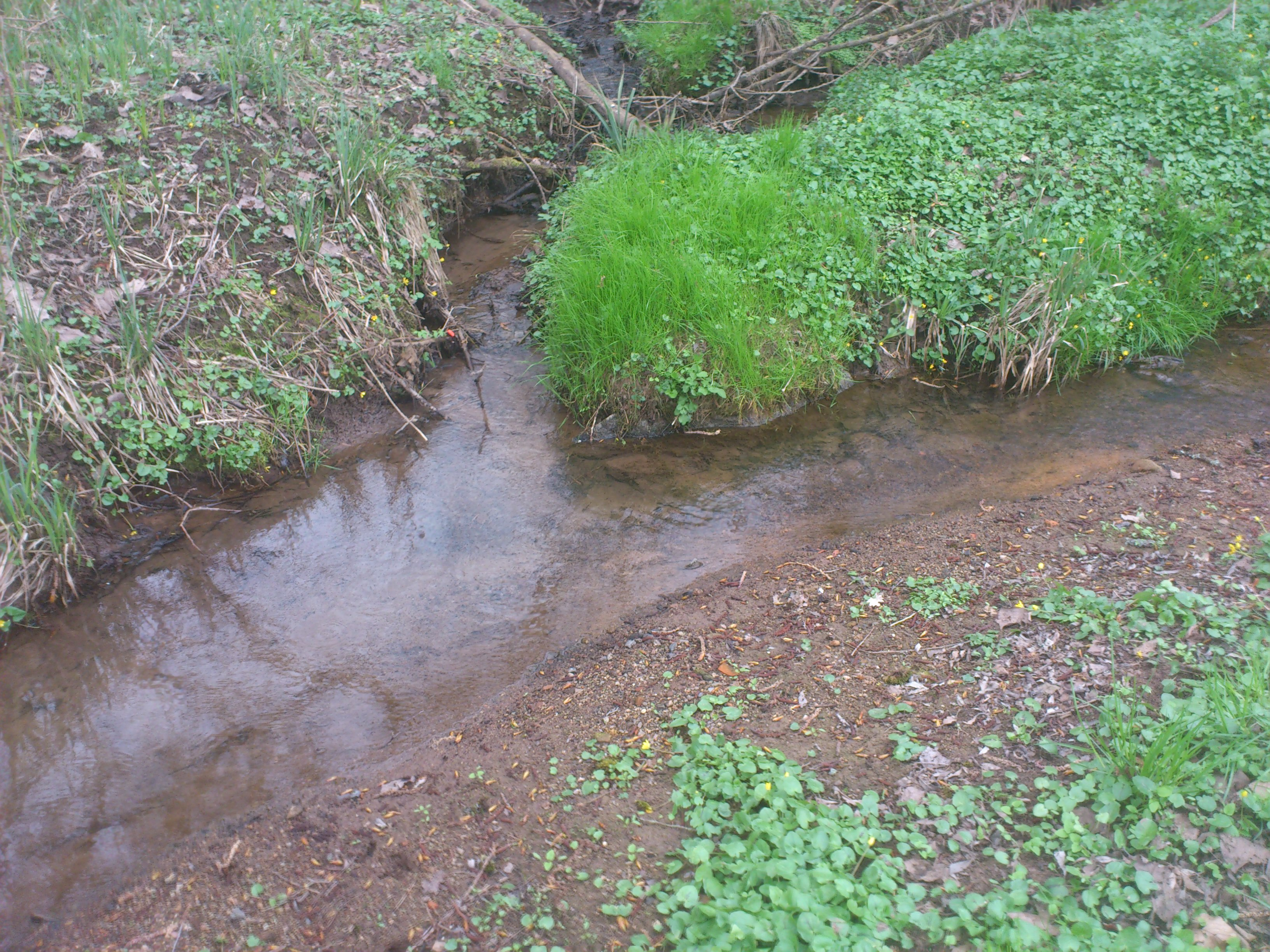
Der Birkbach (hinten) mündet in den Morsbach

Er verläuft in nordöstliche Richtung und mündet schließlich auf einer Höhe von 207 m ü. NHN in einem versumpften Gebiet östlich von Grünmorsbach von rechts in den Morsbach.
Aus dem Höhenunterschied von 88 Metern errechnet sich ein mittleres Sohlgefälle von 90 ‰. Sein Einzugsgebiet entwässert er über Morsbach, Bessenbach, Aschaff, Main und Rhein zur Nordsee.

### Flusssystem Aschaff
- Fließgewässer im Flusssystem Aschaff